# 本俁賀站
本俁賀站（日语：／ Hommataga eki */?）是位於島根縣益田市本俁賀町，西日本旅客鐵道（JR西日本）的山口線車站。
鄰站益田站是山口線終點站，在場內信號機內由米子分社濱田鐵道部管轄，此站由廣島分社管轄。

## 歷史
- 1970年 (昭和45年）4月1日 - 國鐵山口線石見橫田站至益田站之間設置臨時乘降場[1]。當初沒有在時間表上顯示此站。
  - 在1968年廢校的益田市立梅月小學合併至益田市立西益田小學，舊梅月小學校區的兒童由於需要長距離上學，因此在學生下課時會設有列車停靠。
- 1987年（昭和62年）4月1日 - 伴隨國鐵分割民營化，車站由西日本旅客鐵道（JR西日本）營運[1]。同時升格為車站。

## 車站構造
車站是一座地面車站，設有1面1線的單式月台，益田方向的列車會開啟右邊車門。此站是由新山口站管理的無人車站。月台上只有候車室。月台出入口位於靠近山口一方。此站沒有自動售票機。

## 車站周邊
- 安富簡易郵局
- 本俁賀川
- 石見交通（日语：石見交通）梅月線 本俁賀出合巴士站（只於平日停靠）

## 利用狀況
以下為近年的乘車人次列表：
| 年度 | 1日平均 乘車人次 |
| ---- | ---------------- |
| 1999 | 5                |
| 2000 | 3                |
| 2001 | 3                |
| 2002 | 3                |
| 2003 | 4                |
| 2004 | 2                |
| 2005 | 1                |
| 2006 | 2                |
| 2007 | 2                |
| 2008 | 2                |
| 2009 | 1                |
| 2010 | 1                |
| 2011 | 1                |
| 2012 | 2                |
| 2013 | 3                |
| 2014 | 4                |
| 2015 | 1                |
| 2016 | 1                |
| 2017 | 2                |
| 2018 | 2                |

## 相鄰車站
西日本旅客鐵道（JR西日本）
■山口線
石見橫田－本俁賀－益田

## 注腳
1. 1 2 3  歴史でめぐる鉄道全路線 国鉄・JR 7号、14頁
2. ↑  歴史でめぐる鉄道全路線 国鉄・JR 7号，15頁
3. ↑  島根縣統計書

## 外部連結
- 本俁賀｜車站資訊：JR出門網 - 西日本旅客鐵道（日語）